# 인간지능 (텔레비전 프로그램)
《인간지능》는 대한민국의 JTBC에서 제작 · 방송된 예능 프로그램이다. 2부작 파일럿 편성했으나, 이후 정규 편성의 불발되었다.

## 방송 일정
| 방송 채널 | 방송 시간        | 방송 시간               | 비고 |
| --------- | ---------------- | ----------------------- | ---- |
| JTBC      | 2018년 11월 18일 | 일요일 밤 10:20 ~ 12:00 |      |
| JTBC      | 2018년 11월 23일 | 금요일 밤 9:00 ~ 10:50  |      |

## 출연진
- 민경훈 - 경훈 역
  - 효연 - 인간지능 예삐 역
- 송민호 - 민호 역
  - 김정기 - 인간지능 미유 역
- 아이즈원 - 아이즈원 역
  - 김종민 - 인간지능 비앙 역
- 송민교 - 안내원 겸 내레이션 역